# Ulger
Ulger (en latin : Ulgerus), mort en 1148, est un évêque catholique, poète, théoricien et hagiographe français. Il est évêque d'Angers de 1125 à sa mort, au temps de la réforme grégorienne.

## Biographie
Ulger devient évêque d'Angers en 1125.
Le 22 mai 1134, l'abbé Martin, avec le consentement de l’évêque Ulger et de deux donataires, vient consacrer l'abbaye Notre-Dame de Pontron et y installer une première colonie, dont le premier abbé élu est Foulques. En 1139, la fondation est confirmée par une bulle du Pape Innocent II. 
Il organise la hiérarchie au sein de l'évêché et prend le contrôle d'un certain nombre de prieurés et de lieux de cultes appartenant à des clercs. Il s'oppose au prélat Geoffroi de Vendôme ainsi qu'aux abbesses de Fontevrault. À chaque fois, il plaide sa cause auprès du pape Innocent II.
Ulger est inhumé en la cathédrale Saint-Maurice d'Angers. Sa sépulture est située à côté de celle de René Ier d'Anjou. En 1896, lors de l'ouverture du tombeau, on constate que le prélat était revêtu de superbes étoffes. La tombe renfermait également la crosse, la mitre et l'anneau épiscopal.